# De pocas, pocas pulgas
De pocas, pocas pulgas (no Brasil: Poucas, Poucas Pulgas) foi uma telenovela infantil mexicana produzida pela Televisa e exibida entre 17 de março e 1 de agosto de 2003, substituindo ¡Vivan los niños! e sendo substituída por Alegrijes y rebujos.
É um remake da telenovela El abuelo y yo, produzida em 1992.
A trama teve Santiago Mirabent e Natasha Dupeyrón como protagonistas infantis, Ignacio López Tarso, Joana Benedek e Gerardo Murguía como protagonistas adultos e Alejandro Ávila, Arleth Terán, Gabriel De Cervantes e Imanol Landeta como os principais antagonistas.

## Sinopse
Julián Montes (Ignacio López Tarso) é um velho grunhão que quase nunca sai de sua casa e que não suporta o ruído que fazem as crianças. Antes era um famoso concertista casado e com uma filha; agora vive só com suas recordações, mas no fundo é bondoso.
Danilo Fernández (Santiago Mirabent), de 12 anos, também vive só, com a companhia de seu cachorro Tomás, que lhe ajuda todo dia. Ele é inteligente e travesso. Está esperando que regresse sua mãe, mas também crê que nunca regressará.
Alejandra Lastra (Natasha Dupeyrón) é uma garota de 11 anos que vive em uma mansão com seus pais, porém eles só vivem ocupados com compromissos sociais e de trabalho, e quando estão em casa só discutem. A história começa quando desalojam o bairro em que vivem Danilo e Don Julián. Danilo será adotado por Don Julián e se verá obrigado a buscar trabalho nas mansões dos ricos, onde conhecerá a Alex. A partir daí se formará uma grande amizade entre eles.

## Elenco
- Ignacio López Tarso - Julián Montes
- Santiago Mirabent - Danilo Fernandes Montes
- Natasha Dupeyrón - Alexandra "Alex" Lastra
- Imanol Landeta - Orlando Pérez
- Joana Benedek - Renée de Lastra
- Gerardo Murguía - Alonso Lastra
- María Victoria - Dona Inês
- Arleth Terán - Mireya Garnica
- Nancy Patiño - Genoveva "Bibi" Valverde
- Joseph Sasson - Maximiliano "Max" Alanís Valverde
- Alejandro Ávila - Lourenço Valverde
- Rocío Sobrado - Genoveva de Valverde
- Danna Paola - Annie
- Vadhir Derbez - Odilón "Chouriço"
- Carlos Miguel Szavozd - Ramon "Presunto"
- Alex Perea - Perico
- Yurem Rojas - Antônio "Tonho"
- Cristiane Aguinaga - Ximena
- Óscar Eugenio - Tobias
- René Strickler - Padre Adriano Villanueva
- Toño Infante - Jacinto
- Manuel Landeta - O Cobra
- Sergio Corona - Benito
- Gabriel de Cervantes - Victoriano Vásquez
- Agustín Arana - Cláudio Zapata
- Diego Barquinero - Payasito
- Joana Brito - Dolores "Lola"
- Dobrina Cristeva - Marisa
- Julio Camejo - Noel
- Rubén Cerda - Bruno
- Luis Felipe Montoya - Handsome
- Ricardo Crespo - Guillermo "Memo"
- Florencia Cuenca - Carmela
- Ricardo de Pascual - Otávio Guerra
- Luis Fernando Torres - Gabriel
- Maribel Fernández - Gladys
- Sergio Jiménez - El Viudo
- Fabián Lavalle - Fabián
- Aurora Molina - Madre Socorro
- Patricia Reyes Spíndola - Gisela
- Lourdes Reyes - Rosa Montes de Fernandes
- Patricia Romero - Leonora
- Julio Vega - Lupe
- Mickey Santana - Gastón
- Kelchie Arizmendi - Cristina
- Beatriz Aguirre - Doña Jacobita
- Claudia Elisa Aguiar - Encarnación
- Teo Tapia - Dr. Rodrigues
- Jorge Ortín - Agente judicial
- Ramón Valdés Urtiz - El Gato
- Lidice Pousa - Lolita
- Juan Ignacio Aranda - Julián Montes (Jovem)

## Exibição no Brasil
Foi exibida no Brasil pelo SBT de 29 de setembro de 2003 a 23 de abril de 2004, substituindo Viva às crianças e sendo substituida por Amy, a menina da mochila azul.
Foi reprisada pelo canal pago TLN Network com edição original e áudio dublado entre 3 de junho e 18 de outubro de 2019, substituindo Alegrifes e Rabujos e sendo substituída por Maria Belém.

## Prêmios e Indicações

### Prêmio TVyNovelas 2003
| Categoria              | Nomeado             | Resultado |
| ---------------------- | ------------------- | --------- |
| Melhor primeira atriz  | María Victoria      | Nomeada   |
| Melhor primeiro ator   | Ignacio López Tarso | Ganhador  |
| Melhor ator de reparto | Sergio Corona       | Nomeado   |